# 大谷站 (大邱廣域市)
大谷站（：／ Daegok yeok */?）副站名政府大邱廳舍（정부대구청사），是大邱地鐵1號線沿線的一座地下車站，位於韓國大邱廣域市达西区大谷洞。

## 車站結構
站體為2面2線側式月台的地下車站，候車月台設有月台幕門，並有4處出口。
本站可通過候車室轉乘對向列車。

### 月台配置
| 花園 ↑ |
| \| 上  |
| ↓ 辰泉 |

| 月台 | 路線               | 目的地                   |
| ---- | ------------------ | ------------------------ |
| 上行 | ●大邱都市铁道1号线 | 花園、舌化椧谷方向       |
| 下行 | ●大邱都市铁道1号线 | 半月堂、中央路、安心方向 |

## 歷史
- 2002年5月10日：開通起用。
- 2003年2月18日：因大邱地鐵縱火案而关闭。
- 2003年2月19日：重新开放。

## 車站周邊
- 月背車輛基地
- 大元高校
- 大邱流川初等學校
- 大邱地方報勳廳
- 政府大邱地方合同廳舍
- 大邱樹木園

## 相鄰車站
大邱都市鐵道公社
●大邱都市铁道1号线
花園（116）－大谷（117）－辰泉（118）